# Puračić
Puračić è un centro abitato della Bosnia ed Erzegovina, compreso nel comune di Lukavac.

## Società

### Evoluzione demografica
| 1948 | 1953 | 1961 | 1971 | 1981 | 1991 | 2013 |
|      |      | 2064 | 2592 | 2709 | 3082 | 3069 |